# 201 (South Park)
"201" er det sjette afsnit af 14. sæson af South Park, og afsnit 201 totalt i serien. Det blev sendt første gang på Comedy Central i USA den 21. april 2010. Afsnittet fortsætter på de forskellige historie der blev sluppet i det forundgående afsnit, hvori en gruppe vrede kendte forlanger at South Park giver dem den Muslimske profet Muhammed. I "201" vil en superheltelingende gruppe af religiøse figurer hjælpe med at redde South Park fra de kendte og deres monster Mecha-Streisand, mens Eric Cartman lærer hans faders sande identitet.
Afsnittet var skrevet og produceret af seriens ene skaber Trey Parker og blev vurderet til TV MA-l i USA. Ligesom "200", hentyder afsnittet til flere tidligere historier og kontroverser i South Park-afsnit, især Comedy Centrals afvisning af at vise billeder af Muhammed på netværket efter kontroverserne vedrørende Muhammed-tegningerne i Jyllands-Posten i 2005 og Lars Vilks Muhammed-tegninger i 2007, der også kunne ses i flere aviser i Europa, hvilket medførte optøjer og trusler. Forud for den første visning af afsnittet, lagde den radikale muslimske organisation, Revolution Muslim, en advarsel på deres hjemmeside, hvori Parker og Stone risikerede at blive dræbt for deres afbildning af Muhammed.[kilde mangler] Som resultat heraf, modificerede Comedy Central Parker og Stones version af afsnittet, slørede alle billeder og bippede alle referencer til Muhammed ud. Effekten heraf, var af det fuldstændigt ødelagde hele den to minutter lange moralske konklusion på historien. Alligevel blev både "200" og "201" nomineret til en Primetime Emmy Award for Uovertruffent animeret program i 2010. 
Censuren gav stærkt kritik mod Comedy Central. Kritikerne sagde at det var en signifikant offentlig sejr for ekstreme muslimer, og at netværkets reaktion ville tilskynde flere trusler fra radikaler grupper. "201" blev ikke vist igen, er ikke blevet gjort tilgængelig på South Parks hjemmeside og har ikke været vist i Sverige, Storbritannien, Ungarn, Australien elle Holland. I følge Nielsen Media Reseach, blev afsnittet set af 3,5 millioner seere, hvilket gjorde det til aftenens mest set kabel-tv-program.

## Plot
Afsnittet starter med at Cartman, som hans hånddukker-personage Mitch Connor, fortæller en flashback-historie om Connors hjemsendelse fra Vietnam i 1972 på grund af skader. Scenen er en parodi på filmen Apocalypse Now. Tilbage i nutiden, afvise Mr. Garrison at afsløre identiteten på Cartmans fader, og sender i stedet Cartman hen til Dr. Mephisto. I mellemtiden er Ginder Separatist Movement og byens indbyggere begyndt på at forhandle om overdragelsen af Muhammed, da Mecha-Streisand begynder at angribe South Park. Muhammed, der visualt er slørret i hele afsnittet af en sort boks med ordene "CENSORED" påskrevet, bliver taget med til Dr. Mephistos laboratorium af Stan, Kyle og Kenny. De rødhårede børn ankommer og tager Muhammed og Cartman til fange. "Super Best Friends" bliver tilkaldt for at hjælpe South park; men efter deres evner fejler i kampen mod Mecha-Streisand, pacificere de hende ved at have Krishna ændre form til Neil Diamond og herved give hende mulighed for at optræde med ham.
De rødhårede kontakter de kendte og tilbyder dem at dele Muhammed, for til gengæld at for adgang til de kendtes "goo overførselsmaskine", der overføre Muhammed evne til at forblive fri for alt latterliggørelse til en bestemt individuel. Cruise er det første subjekt til at undergå denne proces, hvorved han får en "CENSORED"-boks indentisk til Muhammeds, med yderligere overførsler bliver forstyrret, da Super Best Friends ankommer, for at befri deres fælle, Muhammed. I mellemtiden er Cartmen blevet først til De rødhårede børns hule for at møde Scott Tenorman, chef for de rødhårede. Fremført som en melodramatisk galning, har Scott dekoreret sin hule som det Chili Con-Carnival, hvor Cartman fik hævn over Scott ved at narre ham til at spise sine egne forældre. Han afslører at Cartman og ham selv har den samme fader, tidligere Denver Broncos-spiller Jack Tenorman, hvilket betyder at Cartman har dræbt sin egen far og fodret ham til sin halv-broder, for at få hævn over Scott.
Kampen mellem Super Best Friends, de kendte og de rødhårede ryger over i de rødhåredes hule og Tenorman slipper væk i forvirringen. Under kampen, hopper Seaman up på Cruises ryg, hvilket får Stan til at sige "Tom Cruise has Seaman on his back" ("Tom Cruise har Seaman på ryggen"). "CENSORED"-boksen over Cruise forsvinder og alle fortsætter med at lave jokes baseret på det faktum at ordene "Seaman" og "semen" lyder ens. Da Cruise stiller spørgsmålstegn ved hvorfor de kan gøre det siger Kyle "That's because there is no goo, Mr. Cruise. YOu see, I learned something today..." ("Det er fordi der ikke er noget goo Hr. Cruise. Forstår du, jeg har lært noget i dag...") Resten af Kyles monolog er utydeliggjort at en kontinuerligt bip, hvilket de følgende monologer af Jesus Kristus og Julemanden også er.
Som byen begynder at blive genopbygget efter Mecha-Streisands angreb, finder Stan, Kyle og Kenny en grædende Cartman. Han græder ikke fordi han har fundet ud af at han har myrdet sin fader, men fordi han er halvt rødhåret. Mitch Connor minder Cartman om at han er "halv-Bronco" også og fortæller ham at det gør ham "rimeligt sejt" og forsvinder. Drengene finder Cruise der grædende leder efter et sted han kan leve uden at frygte latterliggørelse. Stan og Kyle lover at hjælpe Cruise med at finde et sted. Afsnittets sidste klip, er et billede af Cruises krop der ligger på Månens overflade, sammen med lige af spækhuggeren der var med i "Free Willzyx".